# Žitni Potok
Žitni Potok (en serbe cyrillique : Житни Поток) est un village de Serbie situé dans la municipalité de Prokuplje, district de Toplica. Au recensement de 2011, il comptait 480 habitants.
Le peintre Boža Ilić (1919-1993) y est né.

## Démographie
| 1948  | 1953  | 1961  | 1971 | 1981 | 1991 | 2002 | 2011 |
| ----- | ----- | ----- | ---- | ---- | ---- | ---- | ---- |
| 1 064 | 1 137 | 1 107 | 902  | 810  | 663  | 592  | 480  |

|  |